# Анаман
Анаман (порт. Anamã) — муниципалитет в Бразилии, входит в штат Амазонас. Составная часть мезорегиона Центр штата Амазонас. Входит в экономико-статистический микрорегион Коари. Население составляет 10 214 человек на 2010 год. Занимает площадь 2453,937 км². Плотность населения — 4,16 чел./км².

## История
Город основан в 1988 году.

## География
Климат местности: экваториальный.

## Границы
Муниципалитет граничит:
- на севере —  муниципалитет Каапиранга
- на востоке —  муниципалитет Манакапуру
- на юго-востоке —  муниципалитет Берури
- на юге —  муниципалитет Анори
- на западе —  муниципалитет Кодажас

## Демография
Согласно сведениям, собранным в ходе переписи 2010 г. Национальным институтом географии и статистики (IBGE), население муниципалитета составляет:
| Полное население                               | Полное население                               | Полное население                               | Полное население                               | 10 214 |
| ---------------------------------------------- | ---------------------------------------------- | ---------------------------------------------- | ---------------------------------------------- | ------ |
| в том числе:                                   | Городское население                            | 4174                                           | Процент городского населения, %                | 40,87  |
|                                                | Сельское население                             | 6040                                           | Процент сельского населения, %                 | 59,13  |
|                                                | Мужское население                              | 5446                                           | Процент мужского населения, %                  | 53,32  |
|                                                | Женское население                              | 4768                                           | Процент женского населения, %                  | 46,68  |
| Плотность населения, чел/км²                   | Плотность населения, чел/км²                   | Плотность населения, чел/км²                   | Плотность населения, чел/км²                   | 4,16   |
| Население муниципалитета в % к населению штата | Население муниципалитета в % к населению штата | Население муниципалитета в % к населению штата | Население муниципалитета в % к населению штата | 0,29   |

По данным оценки 2015 года, население муниципалитета составляет 12 320 жителей.

## Важнейшие населенные пункты
| № | Населённый пункт | Населённый пункт (порт.) | Категория         | Население чел. (2010) | На карте                       |
| - | ---------------- | ------------------------ | ----------------- | --------------------- | ------------------------------ |
| 1 | Анаман           | Anamã                    | город             | 4174                  | 3°34′45″ ю. ш. 61°24′18″ з. д. |
| 2 | Ариши            | Arixi                    | поселок           | 512                   | 3°28′34″ ю. ш. 61°30′36″ з. д. |
| 3 | Куя              | Cuia                     | поселок           | 408                   | 3°35′14″ ю. ш. 61°19′16″ з. д. |
| 4 | Сан-Жозе         | São José                 | индейская деревня | 175                   | 3°40′34″ ю. ш. 61°30′20″ з. д. |
| 5 | Санта-Лузия      | Santa Luzia              | индейская деревня | 114                   | 3°39′41″ ю. ш. 61°28′41″ з. д. |